# Armand Lenoir
Armand Lenoir (Namur, 3 agosto 1884 – Bruxelles, 10 dicembre 1967) è stato un ciclista su strada belga, professionista dal 1905 al 1914.

## Carriera
Vinse il Circuito di Gand nel 1912. Fu inoltre secondo alla Liegi-Bastogne-Liegi del 1911.
Ottenne inoltre diversi piazzamenti di tappa alla Etoile Carolingiénne.

## Palmarès

### Strada
- 1912

Circuito di Gand

## Piazzamenti

### Classiche monumento
- Parigi-Roubaix

1911: ritirato
191: ritirato
- Liegi-Bastogne-Liegi

1911: 2°
1913: 15°